# Міжнародний день молоді
Міжнародний день молоді — міжнародний день, що відзначається ООН 12 серпня.

## Історія дня

І сесія Світової конференції Міністрів у справах молоді (Лісабон, 8-12 серпня 1998 р.)

Ідея Міжнародного дня молоді була запропонована в 1991 р. молоддю, яка зібралася в Відні (Австрія) на І сесії Світового молодіжного форуму системи ООН. Форум рекомендував, щоб Міжнародний день молоді було оголошено спеціально для збору коштів, просування та підтримки Фонду молоді ООН у партнерстві з молодіжними організаціями. Рішення про оголошення 12 серпня Міжнародним днем молоді було підтримано на І сесії Світової конференції Міністрів у справах молоді, що проходила в Лісабоні 8-12 серпня 1998 р. Ця рекомендація була підтримана 17 грудня 1999 р. 54 сесією Генеральної Асамблеї Організації Об'єднаних Націй у резолюції № «A/RES 54/120 I» («Політика та програми, що залучають молодь»), та 12 серпня було оголошено Міжнародним днем молоді. Асамблея також рекомендувала проводити пропагандистські заходи в підтримку Міжнародного дня з підвищення інформованості про Всесвітню програму дій, що стосується молоді, прийнятої в 1995 р. (резолюція Генеральної Асамблеї №"A/RES/50/81").
Міжнародний день молоді щороку має певну основну тематику:
- 2001 — Боротьба з епідемією ВІЛ/СНІДу;
- 2002 — Дії молоді для стійкого розвитку;
- 2003 — Зайнятість молоді;
- 2004 — Молодь у суспільстві різних поколінь;
- 2005 — Перетворення зобов'язань у реальні справи;
- 2006 — Спільна боротьба з зубожінням: молодь і викорінювання зубожіння;
- 2007 — Будь поміченим, будь почутим: участь молоді заради розвитку;
- 2008 — Молодь і зміна клімату: час діяти;
- 2009 — Стабільність: наш виклик, наше майбутнє;
- Протягом 2010-2011 рр відзначався Міжнародний рік молоді на тему «Діалог і взаєморозуміння»;
- 2012 — Будуючи кращий світ: партнерство з молоддю;
- 2013 — Молодіжна міграція: рухаючи розвиток уперед;
- 2014 — Психічне здоров'я важливе;
- 2015 — Молодіжне громадянське зобов'язання;
- 2016 — Шлях до 2030: викорінювання злиднів і досягнення відповідальних споживання та виробництва.

## Привітання
- New York, 12 August 2008 — Secretary-General's Message for International Youth Day [Архівовано 17 серпня 2008 у Wayback Machine.] (англ.)
- Послання до Міжнародного дня молоді від Тораї Ахмед Обаїд, Виконавчого директора Фонду народонаселення ООН (12 серпня 2008 року) [Архівовано 21 листопада 2008 у Wayback Machine.]
- Послание по случаю Международного дня молодежи (12 августа 2007 года) [Архівовано 16 червня 2008 у Wayback Machine.] (рос.)